# Villaseca (La Rioja)
Villaseca es una población, con categoría de entidad local menor, perteneciente al municipio de Fonzaleche, situada al norte de la comunidad autónoma de La Rioja, perteneciendo a la Comarca de Haro. Se encuentra a 3'7 kilómetros de la capital municipal.

## Geografía
Situada en las cercanías a los Montes Obarenes, limita por el norte con Cellorigo y la granja Sajuela (Burgos), por el noreste con Galbárruli, por el este con Sajazarra y por el noreste con Foncea.

#### Hidrología
Pese a la presencia de diferentes arroyos, destacando el paso del río Ea al que van a dar la mayoría de arroyos nacidos en el municipio, no existe capacidad hídrica para abastecer a la localidad, por lo que es el embalse de Mansilla quien abastece al municipio, cuyo depósito se encuentra a las cercanías. Anteriormente, era la Fuente de la Hoz de la vecina Foncea quién abastecía al municipio.
En las cercanías de la población se localiza la fuente manantial de Fuente Vieja, situada a 100 metros del núcleo urbano y cuyas aguas corren por el barranco varios cientos de metros hasta el río Ea.

## Historia
La villa se llamaba Villela hasta que se secó la laguna del río Roganto, que discurre por sus cercanías. 
Villaseca era un municipio de realengo y por tanto considerado exento de cotizar a la hacienda real.
En 1784 Villaseca forma parte de los 54 pueblos fundadores de la Real Sociedad Económica de La Rioja, dentro del movimiento de Sociedades económicas de amigos del país nacido en la época de la Ilustración.
En 1785 el censo de Floridablanca englobó tanto a Fonzaleche como Villaseca, junto a otros municipios riojanos como Cellorigo, Galbárruli y Villalba de Rioja, en el Partido de Miranda de Ebro. Dicha situación duraría hasta la división provincial de Javier de Burgos en 1833, que devolvió al municipio de Villaseca a la provincia de Logroño. 
En 1833, la localidad pierde su independencia, ya que pasa a pertenece administrativamente de Fonzaleche, dejando de ser villa real por tener pocos vecinos. Actualmente es una de las cuatro entidades locales menores existentes en La Rioja.
Durante la Guerra Civil el municipio quedó dentro del bando sublevado siendo fusilados dos vecinos de Villaseca.
En 1953 Villaseca de Rioja solicitó su segregación de Fonzaleche siendo rechazada por el consejo de ministros, ya que la entidad menor carecía de recursos para cumplir sus deberes como municipio y Fonzaleche tendría dificultades para ello. Además, comienza un proceso progresivo de pérdida de población con destino a Bilbao, Vitoria, Logroño o Miranda de Ebro.
En 2013, se construyó una pista polideportiva en Villaseca en la carretera de Miranda.

## Demografía
A fecha del 1 de enero de 2017 Villaseca contaba a 1 de enero de 2017 con una población de 45 habitantes (33,58% de la población municipal), 27 hombres y 18 mujeres.
| Gráfica de evolución demográfica de Villaseca (La Rioja) entre 2000 y 2017                       |
|                                                                                                  |
| Población de derecho (2000-2017) según los censos de población del INE a 1 de enero de cada año. |

## Economía
La economía de Villaseca se basa en el sector primario, dedicándose en su mayoría al cereal (Trigo y Cebada) y a la vid, estando dentro de la Denominación de Origen Rioja. La producción de las viñas se destina en su mayoría a bodegas situadas fuera de la localidad como la S.Coop. Bodegas Virgen de la Vega (Haro) o Bodegas Tarón (Tirgo). Además, se encuentran las sedes sociales de dos compañías dedicadas a la elaboración, crianza y embotellado de vino para su posterior venta.
Existen en el pueblo un bar y un pequeño alojamiento rural, que es el único existente en el municipio de Fonzaleche.

## Servicios
En la localidad existe un consultorio médico perteneciente al Servicio Riojano de Salud, que garantiza la presencia médica una hora a la semana. Este servicio médico se complementa con la visita semanal del personal perteneciente a la Farmacia de Cuzcurrita de Río Tirón para la distribución de medicamentos.
Las instalaciones deportivas con las que cuenta Villaseca es una pista cerrada múltideporte, además de disponer de un parque infantil.
La entidad menor gracias a la línea San Millán de Yécora-Haro está comunicado tanto con la localidad jarrera, cabecera comarcal, como la cabecera municipal dos veces al día los días laborales.
La seguridad depende del puesto de la casa cuartel de la Guardia Civil de Casalarreina, situada a 13 kilómetros.
Villaseca pertenece a la unidad parroquial Anguciana, Sajazarra y Villaseca, perteneciente a la diócesis de Calahorra y La Calzada-Logroño.

## Patrimonio

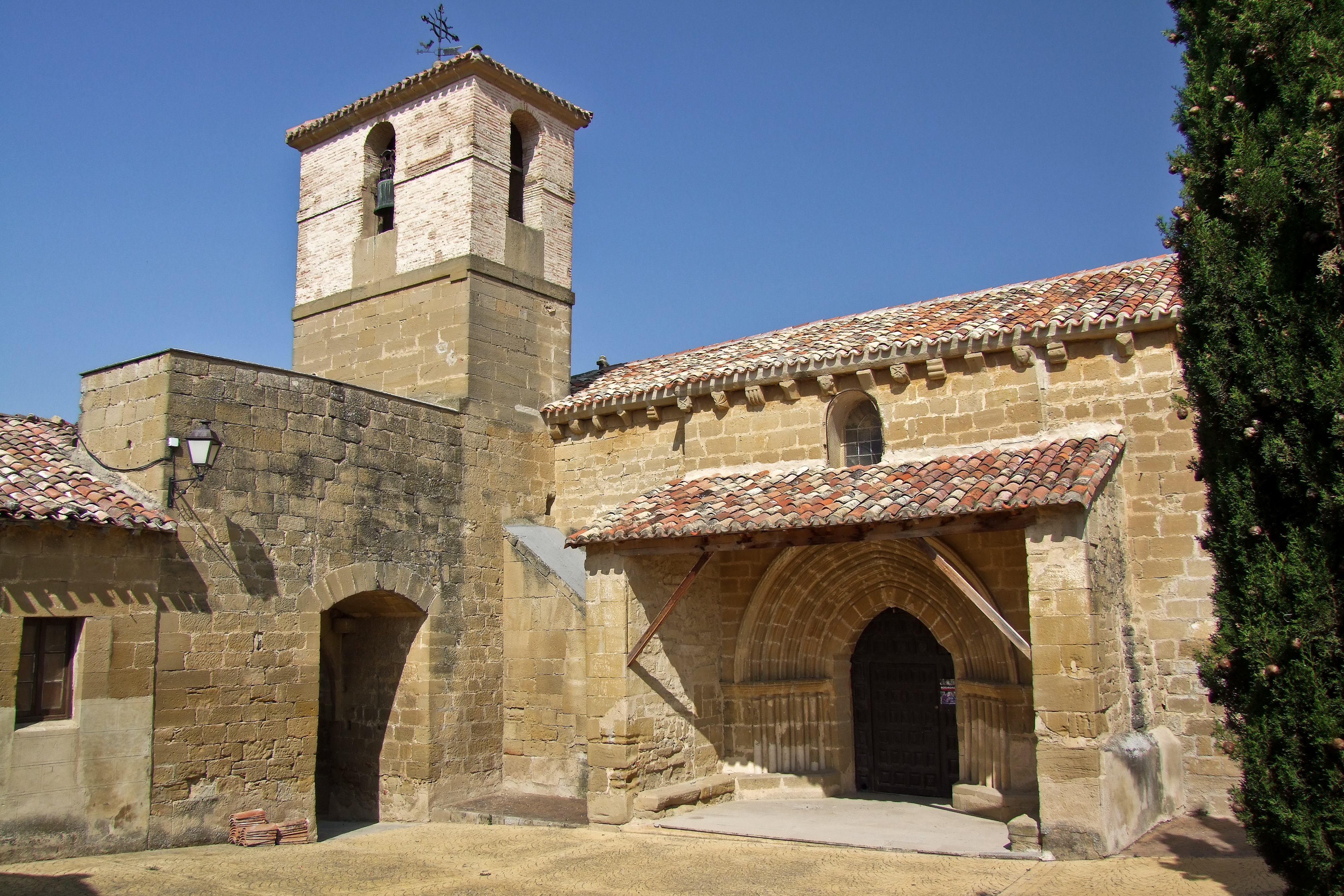
Iglesia de San Román.

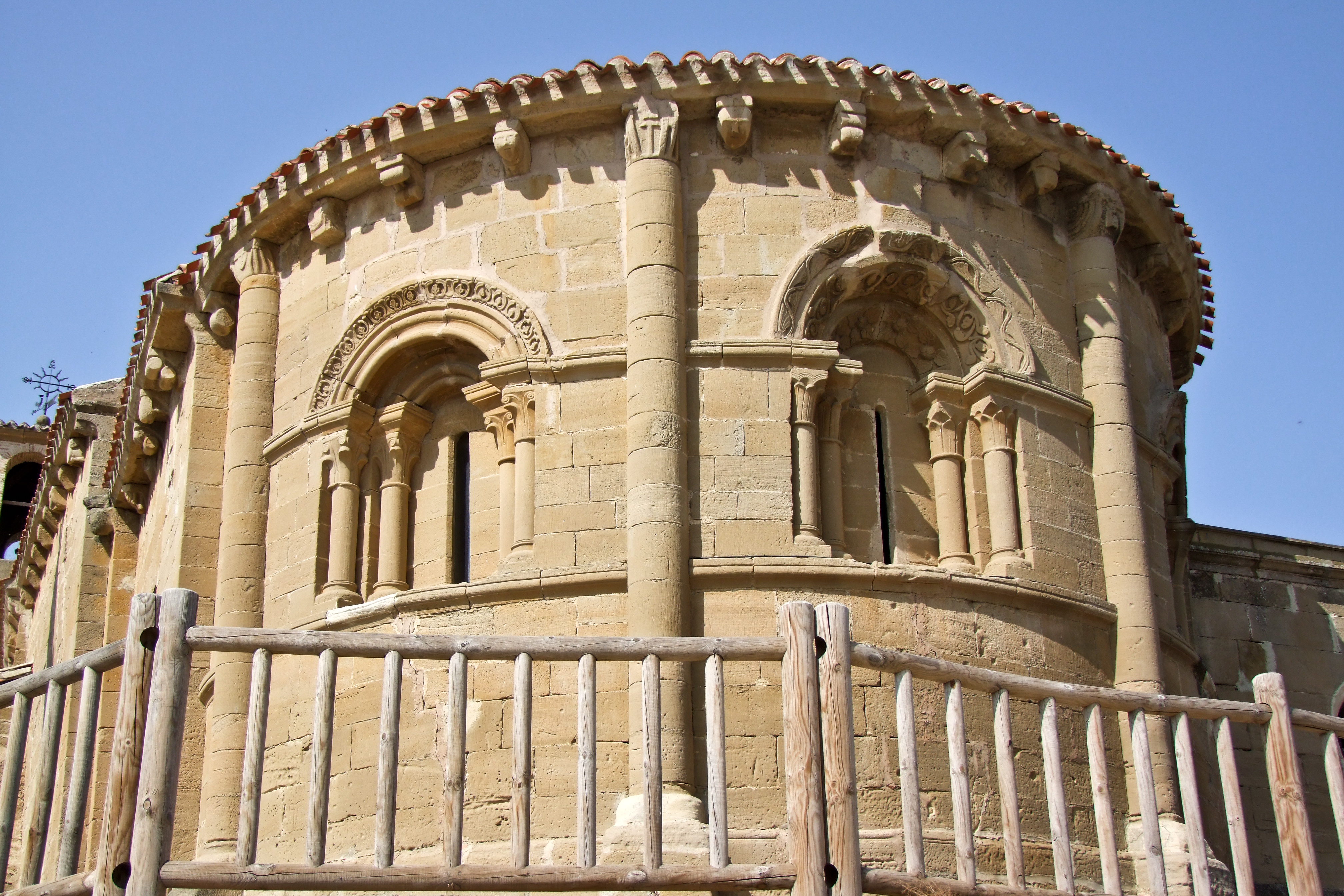
Ábside de la iglesia de San Román.

La localidad pertenece a la ruta del románico obarense, cuya sede se sitúa en Treviana desde el año 2013.
Iglesia de San Román

Estilo románico riojano (finales del siglo XII o principios del siglo XIII), destacando su ábside.

Arco de entrada

Restos del recinto fortificado, que forman conjunto con la iglesia parroquial, consistentes en un tramo de fábrica de muralla realizada con sillares bien escuadrados y que incorpora unan puerta de acceso que presenta al exterior un arco apuntado, mientras que el interior es un arco-bóveda rebajado.

Ermita de la Virgen de la Cuesta

## Asociaciones
La única asociación vinculada a la localidad y registrada en el registro del Gobierno de La Rioja es la Asociación San Román de Villaseca.